# Рюдзодзи Таканобу
Рюдзодзи Таканобу (龍造寺隆信; 24 марта 1530 — 4 мая 1584) — японский военачальник, даймё периода Сэнгоку, глава рода Рюдзодзи (1544/1548 — 1584).

## Биография
Представитель самурайского рода Рюдзодзи. Старший сын Рюдзодзи Тикаиэ (1504—1544) и правнук Рюдзодзи Иэканэ (1454—1546). Его отца убил некий Баба Ёритика, вассал клана Сёни, в 1544 году. Таканобу стал монахом в юном возрасте и принял имя Энгэцу. В 18-летнем возрасте он вернулся к мирской жизни в 1548 году, после смерти Рюдзодзи Танэмицу (1524—1548), стал главой обеих линий рода Рюдзодзи.
Некоторые вассалы сомневались в способностях Рюдзодзи Таканобу и предлагали в качестве главы рода младшего брата Танэмицу, Иэнари, но Таканобу показал себя компетентным правителем и военачальником. В 1553 году он восстал против Сёни Токинао и в следующем году захватил его замок Сага, вытеснив Токинао в соседнюю провинцию Тикуго. В 1556 году Рюдзодзи настиг и уничтожил Токинао.
В конце 1550-х годов Рюдзодзи Таканобу начал борьбу с могущественным родом Отоми из провинции Бунго, граничащей с провинцией Хидзэн с востока. Отомо Сорин, глава рода Отомо, в 1560 году отправил большую армию (согласно источникам — до 60 тысяч воинов) под командованием своего сына Садатика, который окружил замок Сага, резиденцию Таканобу. Под командованием Таканобу было всего около 5 тысяч солдат. Окруженные со всех сторон, вассалы Таканобу не знали, что делать, пока один из них, Набэсима Наосигэ предложил ночную атаку на лагерь противника. Большинство командиров высказалось против этого плана. Решающим стал голос матери Таканобу, которая сказала своему сыну: «Ты ведешь себя как мышь перед кошкой! Если ты настоящий самурай, напади на противника ночью, поставь свою жизнь на карту ради победы или смерти». Во время ночной вылазки воины Наосигэ просочились между войсками Отомо и остановились позади ставки Отомо Садатика на склоне горы Имаяма. В 6 часов утра они открыли аркебузный огонь по ставке Садатика, который в ходе дальнейшего боя погиб. Пока Наосигэ расправлялся с Отомо Садатика и его отрядом, остальные воины Рюдзодзи Таканобу напали на остальные силы клана Отомо. Хотя большая часть армии Отомо не пострадала, шок, вызванный смертью командующего, заставил её отступить.
После победы в битве при Имаяме Таканобу захватил большую часть провинции Хидзэн. В течение 1570-х годов Рюдзодзи Таканобу завоевал доминирующую позицию в Хидзэне, подчинив или запугав таких юго-западных даймё, как Гото Таакира, Мацуура Таканобу и Арима Харунобу.
Омура Сумитада длительное время сопротивлялся Таканобу, но после вторжений 1578 и 1579 годов под влиянием обстоятельств принес клятву верности Таканобу в его замке Сага, но перед этим передал всё управление портом Нагасаки в руки иезуитов. Воспользовавшись поражением Отомо от рода Симадзу в битве при Мимигаве, Рюдзодзи Таканобу захватил восточную часть провинции Хидзэн и начал наступление на провинцию Хюга. Таканобу разгромил войско рода Отомо в провинции Тикуго в 1579 году, уничтожив угрозу со стороны своего давнего соперника Отомо Сорина. В том же году Таканобу пригласил бывшего вассала рода Рюдзодзи — Камати Сигэнами с танцами «саругаку» и приказал его убить. Это позволило ему овладеть крупным замком Янагава в провинции Тикуго, ранее принадлежавшим роду Камати. Эта история взволновала большую часть вассалов Рюдзодзи, которые стали смотреть на своего господина с подозрением.
После 1580 года Рюдзодзи Таканобу вступил в борьбу с родом Симадзу за провинцию Хиго, одновременно пытаясь вытеснить Ариму Харунобу из области Симабара в провинции Хидзэн. В то же время, укрепившись в провинции Бунго, он создал угрозу для Сацума, родной провинции клана Симадзу, и обратил на себя их внимание. С 1582 года род Симадзу помогал Ариме Харунобу, единственному независимому даймё в Хидзэне.
В 1584 году Рюдзодзи Таканобу с армией (около 20 тысяч человек) выступил против Арима Харунобу, на помощь которому прибыли отряды Симадзу под командованием Иэхиса. В битве при Окита-Наватэ солдаты рода Симадзу ворвались в командный пункт Таканобу и убили его самого и его телохранителей, после чего армия Рюдзодзи разбежалась. После смерти Рюдзодзи Таканобу его старший сын, Масаиэ (1556—1607), подчинился семье Симадзу.

## Характер
Прозвищем Таканобу было Хидзэн-но-Кума — «Медведь с Хидзэна», частично благодаря особенности последнего носить шкуру поверх доспехов и частично благодаря его воспалительному, неистовому характеру.
К концу жизни Таканобу стал много пить и к 1580 году уже был алкоголиком, с признаками слабоумия и огромным животом. До конца жизни он так прибавил в весе, что сам не мог ездить на лошади, к полю битвы при Окита-Нава его несли в паланкине.